# Zamieszki w Grodzisku Dolnym
Zamieszki w Grodzisku Dolnym, w ówczesnej prasie nazywane także rewolucją grodziską – wydarzenia, które miały miejsce w czerwcu 1933 roku w Grodzisku Dolnym koło Łańcuta (w ówczesnym województwie lwowskim), z największym nasileniem w dniach 22–23 czerwca. W ich wyniku śmierć poniosło 8 osób, w tym dwóch policjantów.
W czwartek 22 czerwca 1933 roku odbywały się we wsi nieszpory w oktawę Bożego Ciała. Starym zwyczajem, zorganizowano kanonadę samodzielnie wykonanych „bomb” z puszek i moździerzy (nieuzgodnioną z policją). Odgłosy wybuchów niosły się po okolicy, na skutek czego na miejsce przybyli dwaj posterunkowi: Ignacy Sroka i Feliks Ścisłowski. Nieszczęśliwym zbiegiem okoliczności zjawili się oni w momencie, gdy ludzie wychodzili z kościoła i formowali procesję. Powyższe odebrano jako ingerencję w życie duchowe. Pod adresem policjantów posypały się obelgi i niespodziewanie – kamienie. Policjanci oddali strzały ostrzegawcze, a w obliczu bezpośredniego zagrożenia jeden z nich zranił napastnika w nogę. Wówczas tłum zakatował ich kamieniami i kijami.
Po dokonaniu samosądu mieszkańcy ruszyli na posterunek, w którym zabarykadował się komendant i trzech jego podkomendnych. Skandowano antyrządowe hasła i próbowano wedrzeć się do budynku, także z użyciem broni palnej. Nie pomogły strzały ostrzegawcze. Tłum rozstąpił się, ale nie odszedł, ponawiając ataki w nocy. Dopiero nad ranem przybyła odsiecz dowodzona przez komendanta Nowakowskiego z Komendy Wojewódzkiej we Lwowie. Zamieszki tłumiło najpierw 150, potem jeszcze 100 innych policjantów. Spokój w gminie Grodzisko Dolne zaprowadzono dopiero po pięciu dniach.
W wyniku zamieszek zginęło dwóch wspomnianych policjantów i 6 innych osób, to jest miejscowych chłopów. Aresztowano ponad 500 osób, z których 50 postawiono przed sądem w Rzeszowie. Wyroki zapadły 24 października 1933 roku. 12 oskarżonych uniewinniono, pozostali otrzymali kary od 6 miesięcy do 4 lat pozbawienia wolności.

Oskarżeni nie potrafili wskazać powodów, dla których dopuścili się zarzucanych im czynów. Z zeznań oskarżonych i świadków wyłaniał się obraz przysłowiowej galicyjskiej biedy. Prezes miejscowego koła Stronnictwa Ludowego Jan Kula powiedział: 

Na wsi fermenty, głód i nędza. Człowiek nie ma nawet na sól, a tu go się szykanuje i depce jego godność osobistą i ludzką. Mówi się publicznie, że chama trzeba trzymać za mordę. Te nienormalności chcieliśmy usunąć i dlatego zaczęliśmy akcję obrony chłopa.

 Komendant Nowakowski wyraził opinię, że jego zdaniem 

...gdyby nie policja, chłopi pomaszerowaliby na Przeworsk, na Jarosław i skończyłoby się na rewolucji w całej Małopolsce Zachodniej.

Leszek Krzemień wspomina te zdarzenia z innego punktu widzenia. Jego zdaniem zaczynem do rewolucyjnych wystąpień chłopstwa w okolicy było wydarzenie mające miejsce 6 czerwca tego roku we wsi Kozodrza, kiedy to chłopi zmusili do odstąpienia od czynności egzekutora podatkowego, działającego w asyście policji. Autor ten na pierwszy plan wysuwa liczbę ofiar chłopskich tych wydarzeń, zupełnie pomija zaś liczbę poległych policjantów.